# مات جونز (كاتب)
مات جونز (بالإنجليزية: Matt Jones)‏ هو كاتب خيال علمي وكاتب سيناريو ومنتج تلفزيوني بريطاني، ولد في 5 أغسطس 1968.

## وصلات خارجية
- مات جونز على موقع IMDb (الإنجليزية)
- مات جونز على موقع ميوزك برينز (الإنجليزية)
- مات جونز على موقع قاعدة بيانات الفيلم (الإنجليزية)